# قرار مجلس الأمن التابع للأمم المتحدة رقم 1620
قرار مجلس الأمن التابع للأمم المتحدة رقم 1620، المتخذ بالإجماع في 31 آب / أغسطس 2005، بعد الإشارة إلى جميع القرارات السابقة بشأن الحالة في سيراليون، أنشأ المجلس مكتب الأمم المتحدة المتكامل في سيراليون لفترة أولية مدتها اثني عشر شهرًا تبدأ في 1 يناير 2006، ليحل محل بعثة الأمم المتحدة في سيراليون.

## القرار

### أعمال
أنشأ مجلس الأمن مكتب الأمم المتحدة المتكامل في سيراليون بولاية لمساعدة حكومة سيراليون في بناء القدرات، وحقوق الإنسان، والعملية الانتخابية، وتعزيز الحكم الرشيد، وتعزيز سيادة القانون، وتعزيز السلام والحوار، وتعزيز قطاع الأمن ورفاه السكان. كما سيساعد المكتب المتكامل في الوضع الأمني، بالتنسيق مع بعثات الأمم المتحدة الأخرى في غرب أفريقيا ومع المحكمة الخاصة. في غضون ذلك، تم تذكير الحكومة بضرورة توطيد السلام والأمن في البلاد.
وأكد القرار على أهمية التنسيق بين المكتب المتكامل والمنظمات والوكالات الدولية الأخرى. وسيرأس مكتب الأمم المتحدة المتكامل في سيراليون ممثل تنفيذي للأمين العام، بينما طُلب من كوفي عنان مواصلة التخطيط لحماية المحكمة الخاصة.

## روابط خارجية
- نص القرار في undocs.org